# Heinz Reinelt
Heinz Reinelt (* 30. Mai 1925 in Świdnica; † 15. Oktober 1993) war ein deutscher römisch-katholischer Theologe und Priester.

## Leben
Nach dem Abitur 1943 wurde zur Wehrmacht einberufen. Nach sowjetischer Kriegsgefangenschaft 1948 studierte er von 1948 bis 1952 in Königstein im Taunus. Nach der Priesterweihe 1953 in Freising war er Kaplan in München. Am Pontificio Istituto Biblico studierte er von 1955 bis 1958 (1957 Lic. bibl.). Von 1958 bis 1961 war er wissenschaftliche Hilfskraft, danach Assistent in Freiburg im Breisgau bei Alfons Deissler. Nach der dortigen Promotion zum Dr. theol. 1966 war er ab 1968 Dozent und von 1969 bis 1972 Professor für Biblische Theologie und Biblische Sprachen in Königstein im Taunus und ab 1972 an der Philosophisch-Theologischen Hochschule Fulda, deren Rektor er auch wurde.

## Schriften (Auswahl)
- Die altorientalische und biblische Weisheit und ihr Einfluß auf den Psalter. Dargestellt an charakteristischen Stücken des ersten Psalmenbuches. Freiburg im Breisgau 1966, OCLC 315630332 (zugleich Dissertation, Freiburg im Breisgau 1966).
- mit Heinrich Groß: Das Buch der Psalmen. (Ps. 1–72) (= Geistliche Schriftlesung Band 9,1). Patmos-Verlag, Düsseldorf 1978, ISBN 3-491-77163-3.
- mit Heinrich Groß: Das Buch der Psalmen. (Ps. 73–150) (= Geistliche Schriftlesung Band 9,2). Patmos-Verlag, Düsseldorf 1980, ISBN 3-491-77164-1.